# 平木収
平木 収（ひらき おさむ、1949年8月7日 - 2009年2月24日）は、日本の写真評論家、写真史研究家。

## 人物
川崎市民ミュージアム学芸員、九州産業大学教授、大阪芸術大学非常勤、日本写真協会理事などを歴任。フリー以後、写真評論家という肩書きにこだわりを公言し、「時代性」「社会を映す鏡」「写真論写真」などの観点から写真批評や講義を行い多くの後進や写真家を育成した。

## 略歴
京都府宮津市に生まれ、小・中・高と京都市伏見区で育つ。早稲田大学第二文学部美術専攻卒業。大学時代には写真部に所属。フォトギャラリー・プリズムでは東京綜合写真専門学校や東京造形大学の在校生や卒業生らと立ち上げ、金銭面で閉廊したがその間自身の作品展示も行う。　
1976年3月-同郷の早稲田大学文学部教授・佐々木剛三の紹介で卒業後は1年半京都市内の美術関係の出版社・光村推古書院株式会社の嘱託勤務を経て、ヨーロッパに3ヶ月遊学。ヨーロッパ各地の美術館等を見て回り、以後の評論活動の基を築く。
京都府立桃山高等学校の同級生の写真家・森田衣起の紹介で写真評論家の重森弘淹と出会い、重森から「写真評論家は食えないぞ」と言われながらも、カメラ・写真雑誌の写真展批評を皮切りに、三十歳を過ぎてから写真評論の道に進む。
1981年より東京綜合写真専門学校で美学関係の講座を持つ。『アサヒカメラ』『日本カメラ』などのカメラ・写真雑誌を中心に執筆活動をする。
1985年つくば万博と併催された、「日本発の写真美術館を」というコンセプトのつくば写真美術館'85の企画に参加。ツァイト・フォト・サロン石原悦郎が館長となり、集められた特別キュレーターの金子隆一・谷口雅・横江文憲・伊藤俊治・飯沢耕太郎らと、東京・ニューヨークと三都市の中のパリ部分で監修。同美術館はその年限りでの解散となるが後の美術館に写真部門ができる流れへの先駆けとなる。
川崎市市民ミュージアムの設立に参画し、1988年開館後は同ミュージアムの写真担当学芸員となり、日本初の写真部門を持つ美術館（翌年に横浜美術館、1990年に東京都写真美術館、1995年に国立近代美術館）を立ち上げ写真展の企画・展覧会の図録の作成などを行う。1994年フリーとなり、「ピューリッツァー賞写真展」や写真の世紀展など数多くの写真展を企画・監修し、写真文化の紹介に努めた。
1991年より武蔵野美術大学、出身である早稲田大学文学部、同芸術学校、玉川大学、1995年より京都造形芸術大学、大阪OVC専門学校などで写真論、写真史などの講座を持ち、2005年より九州産業大学芸術学部教授。
晩年闘病中も教鞭を持ち続け2009年2月24日、食道癌のため福岡市の病院で死去。享年59。

## 主要著書
- The Japanese Photography Guide (Nazraeli Press, 1996)
- 『映像文化論』2002年、武蔵野美術大学出版会、ISBN4901631160C3072
- 『写真のこころ』2010年、平凡社